# 3. deild Wysp Owczych (2004)
W roku 2004 odbyła się 28. edycja 3. deild Wysp Owczych – trzeciej ligi piłki nożnej Wysp Owczych. W rozgrywkach brało udział 10 klubów z całego archipelagu. Klub z pierwszego miejsca awansował do 1. deild (od 2005 roku wprowadzono nazwę Formuladeildin, jako określenie najwyższego poziomu rozgrywek na Wyspach Owczych, a numeracja wszystkich pozostałych lig została podniesiona). W sezonie 2004 był to: GÍ II Gøta, drugi zaś musiał rozegrać baraż o awans do ligi wyższej. HB II Tórshavn wygrał dwumecz z KÍ II Klaksvík i awansował do 1. deild. Klub z ostatniego miejsca spadał do 3. deild, a w roku 2004 był to TB II Tvøroyri. Baraże o 3. deild musiał rozegrać zaś klub z miejsca przedostatniego – Skála ÍF II wygrał je z GÍ III Gøta.

## Uczestnicy
| Uczestnicy 3. deild Wysp Owczych 2003                                                                         | Uczestnicy 3. deild Wysp Owczych 2003 | Uczestnicy 3. deild Wysp Owczych 2003 | Uczestnicy 3. deild Wysp Owczych 2003 |
| --- | ------------------------------------- | ------------------------------------- | ------------------------------------- |
| GÍ II | GÍ II Gøta                            | 2                                     |                                       |
| EBSII | EB/Streymur II                        | 3                                     |                                       |
| NSÍII | NSÍ II Runavík                        | 4                                     |                                       |
| HBII | HB II Tórshavn                        | 5                                     |                                       |
| SKÁII | Skála ÍF II                           | 6                                     |                                       |
| ÍF II | ÍF II Fuglafjørður                    | 7                                     |                                       |
| TB II | TB II Tvøroyri                        | 8                                     |                                       |
| Spadek z 2. deild Wysp Owczych 2003                                                                           |                                       |                                       |                                       |
| B68 II | B68 II Toftir                         | 10                                    |                                       |
| Awans z 4. deild Wysp Owczych 2003                                                                            |                                       |                                       |                                       |
| SÍ | SÍ Sørvágur                           |                                       |                                       |
| Fram | Fram Tórshavn                         |                                       |                                       |
| Oznaczenia: - kolumna pierwsza – skróty nazw drużyn, - kolumna trzecia – miejsce zajęte w poprzednim sezonie. |                                       |                                       |                                       |

## Tabela ligowa
| Lp. | Drużyna            | M  | Z  | R | P  | Bramki | Bramki | Różn. | Pkt | Uwagi              |
| --- | ------------------ | -- | -- | - | -- | ------ | ------ | ----- | --- | ------------------ |
| 1   | GÍ II Gøta (M) (A) | 18 | 12 | 5 | 1  | 58     | 29     | +29   | 41  | Awans do 1. deild  |
| 2   | HB II Tórshavn (A) | 18 | 11 | 5 | 2  | 64     | 39     | +25   | 38  | Baraże o 2. deild  |
| 3   | SÍ Sørvágur        | 18 | 10 | 0 | 8  | 57     | 42     | +15   | 30  |                    |
| 4   | EB/Streymur II     | 18 | 9  | 1 | 8  | 43     | 41     | +2    | 28  |                    |
| 5   | NSÍ II Runavík     | 18 | 7  | 4 | 7  | 50     | 45     | +5    | 25  |                    |
| 6   | B68 II Toftir      | 18 | 7  | 2 | 9  | 34     | 41     | −7    | 23  |                    |
| 7   | Fram Tórshavn      | 18 | 6  | 4 | 8  | 35     | 38     | −3    | 22  |                    |
| 8   | ÍF II Fuglafjørður | 18 | 5  | 3 | 10 | 47     | 61     | −14   | 18  |                    |
| 9   | Skála ÍF II        | 18 | 4  | 4 | 10 | 29     | 46     | −17   | 16  | Baraże o 3. deild  |
| 10  | TB II Tvøroyri (S) | 18 | 3  | 4 | 11 | 27     | 62     | −35   | 13  | Spadek do 3. deild |

### Baraże o 3. deild
| Drużyna 1                            | Wynik dwumeczu | Drużyna 2   | Pierwszy mecz | Drugi mecz |
| ------------------------------------ | -------------- | ----------- | ------------- | ---------- |
| Skála ÍF II                          | 7-2            | GÍ III Gøta | 5:1           | 2:1        |
| Po lewej gospodarz pierwszego meczu. |                |             |               |            |

| 20 października 2004                            | Skála ÍF II                                                                                  | 5:1   | GÍ III Gøta          |                                                     |
|                                                 | Malmberg Olsen 19' · Sveinur Justinussen 68', 84' · Rói Jacobsen 82' · Kaysten Rasmussen 90' | (1:1) | 41' Magnus Gregersen | Mýruhjalla, Skáli Sędzia: Rúni Gaardbo (B68 Toftir) |
| Kristmund Johannesen 50' · Jógvan Berg 70', 89' | 70' Magni Jarnskor                                                                           | (1:1) |                      | Mýruhjalla, Skáli Sędzia: Rúni Gaardbo (B68 Toftir) |

| 23 października 2004                     | GÍ III Gøta              | 1:2   | Skála ÍF II                                |                                                              |
|                                          | Poul Nolsøe Sørensen 78' | (0:0) | 74' Sveinur Justinussen · 88' Rói Jacobsen | Sarpugerði, Norðragøta Sędzia: Edvard Højgaard (NSÍ Runavík) |
| Janus Mikkelsen 22' · Arnfinnur Nesá 57' |                          | (0:0) |                                            | Sarpugerði, Norðragøta Sędzia: Edvard Højgaard (NSÍ Runavík) |

Skála ÍF II w wyniku meczów barażowych pozostał w drugiej lidze.